# Literaturjahr 1917
Liste der Literaturjahre

◄ | 1913 | 1914 | 1915 | 1916 | Literaturjahr 1917 | 1918 | 1919 | 1920 | 1921 | ►

Weitere Ereignisse

## Ereignisse

### Prosa

#### Kurzgeschichten und Erzählungen
- 8. März: Das britische Verlagshaus Methuen Publishing veröffentlicht die Kurzgeschichtensammlung The Man with Two Left Feet von P. G. Wodehouse. Die darin enthaltenen Kurzgeschichten sind in den Jahren 1914 bis 1916  in britischen und US-amerikanischen Magazinen und Zeitschriften wie The Strand Magazine oder The Saturday Evening Post veröffentlicht worden.
- Die Erzählung Schlingenohren von Iwan Bunin erscheint im 7. Band der Anthologie Slowo in Moskau.
- In einer Tageszeitung erscheint postum der Dialog Der Fremde und der Bauer von Lew Tolstoi.
- Im Feldlazarett nach der Schlacht an der Somme verfasst J. R. R. Tolkien erste Entwürfe für sein späteres Werk The Silmarillion.
- Franz Kafka verfasst die Erzählung Der Kübelreiter.
- H. P. Lovecraft verfasst die Kurzgeschichte Dagon.
- Die erste Ausgabe von Der Mensch ist gut, eine Sammlung von fünf Erzählungen von Leonhard Frank, erscheint in Zürich.
- Von Arthur Schnitzler erscheint die Erzählung Doktor Gräsler, Badearzt.
- Von Hermann Sudermann erscheinen die Erzählungen Jons und Erdme, Die Magd, Miks Bumbullis und Die Reise nach Tilsit.
- Von Hans Dominik erscheint die Erzählung Neuland.
- Von Robert Walser erscheint die Erzählung Der Spaziergang sowie der Kurzgeschichtenband Poetenleben.
- Von Horacio Quiroga erscheint die Kurzgeschichtensammlung Cuentos de amor de locura y de muerte.
- Hermann Hesse verfasst unter dem Pseudonym Emil Sinclair die Erzählung Wenn der Krieg noch zwei Jahre dauert.

#### Novellen und Romane
- Von Johannes Gillhoff erscheint der Briefroman Jürnjakob Swehn der Amerikafahrer.
- Von Joseph Conrad erscheint der kurze Roman The Shadow Line in Buchform.
- Von Andreas Latzko erscheint – in der ersten Auflage anonym – in Form von sechs Novellen das Werk Menschen im Krieg.
- Von Knut Hamsun erscheint der Roman Segen der Erde.
- Von Hedwig Courths-Mahler erscheint der Roman Griseldis.
- Von dem evangelischen Pfarrer und Schriftsteller Artur Brausewetter erscheint der Roman Des Meeres und der Liebe Wellen – einer von insgesamt rund 50 Romanen, die er in seinem Leben verfasste.

#### Non-Fiction

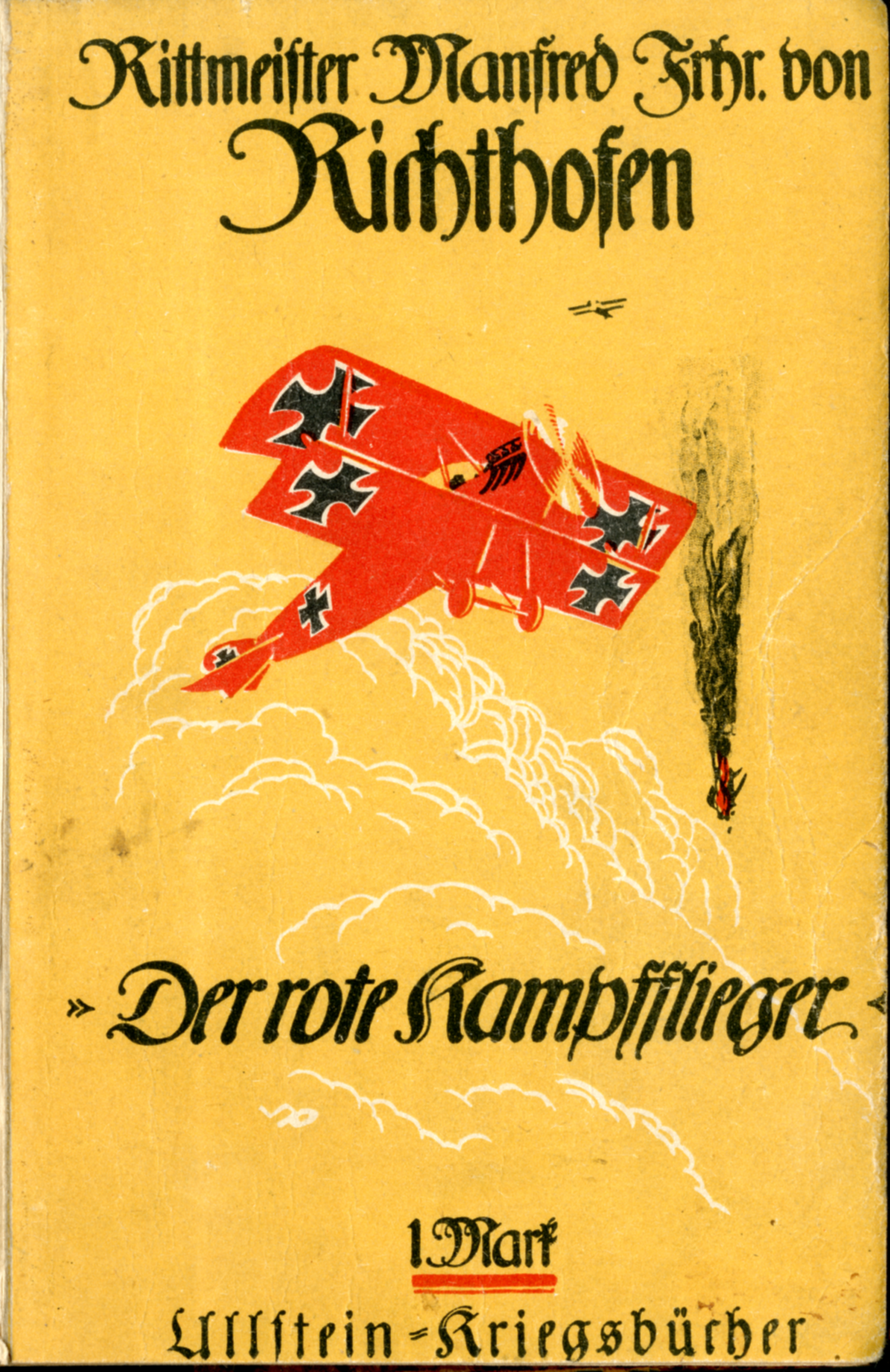
Der rote Kampfflieger, Erstausgabe

- Der deutsche Kampfflieger Manfred von Richthofen verfasst seine Autobiographie Der rote Kampfflieger, die im Oktober erstmals erscheint.
- Von Alfred Döblin erscheint der romanpoetologische Aufsatz Bemerkungen zum Roman.

#### Übersetzungen
- Als deutsche Übersetzung erscheint der Aufruhr der Engel von Anatole France.

### Lyrik
- 16. Oktober: Der englische Kriegsdichter Wilfred Owen schreibt an seine Mutter einen Brief, in dem das Gedicht Dulce et Decorum est enthalten ist. Das Werk wird erst 1920 posthum veröffentlicht.
- Von William Butler Yeats erscheint der Gedichtband Die wilden Schwäne auf Coole mit dem gleichnamigen Titelgedicht.
- Edward Marsh veröffentlicht den dritten Sammelband Georgian Poetry.
- Von Ludwig Thoma erscheint das Versepos Heilige Nacht.

### Drama
- Januar: In der Zeitschrift Russkaja Mysl (Russischer Gedanke) erfolgt der Erstdruck des vieraktigen Versdramas Gondla von Nikolai Gumiljow.

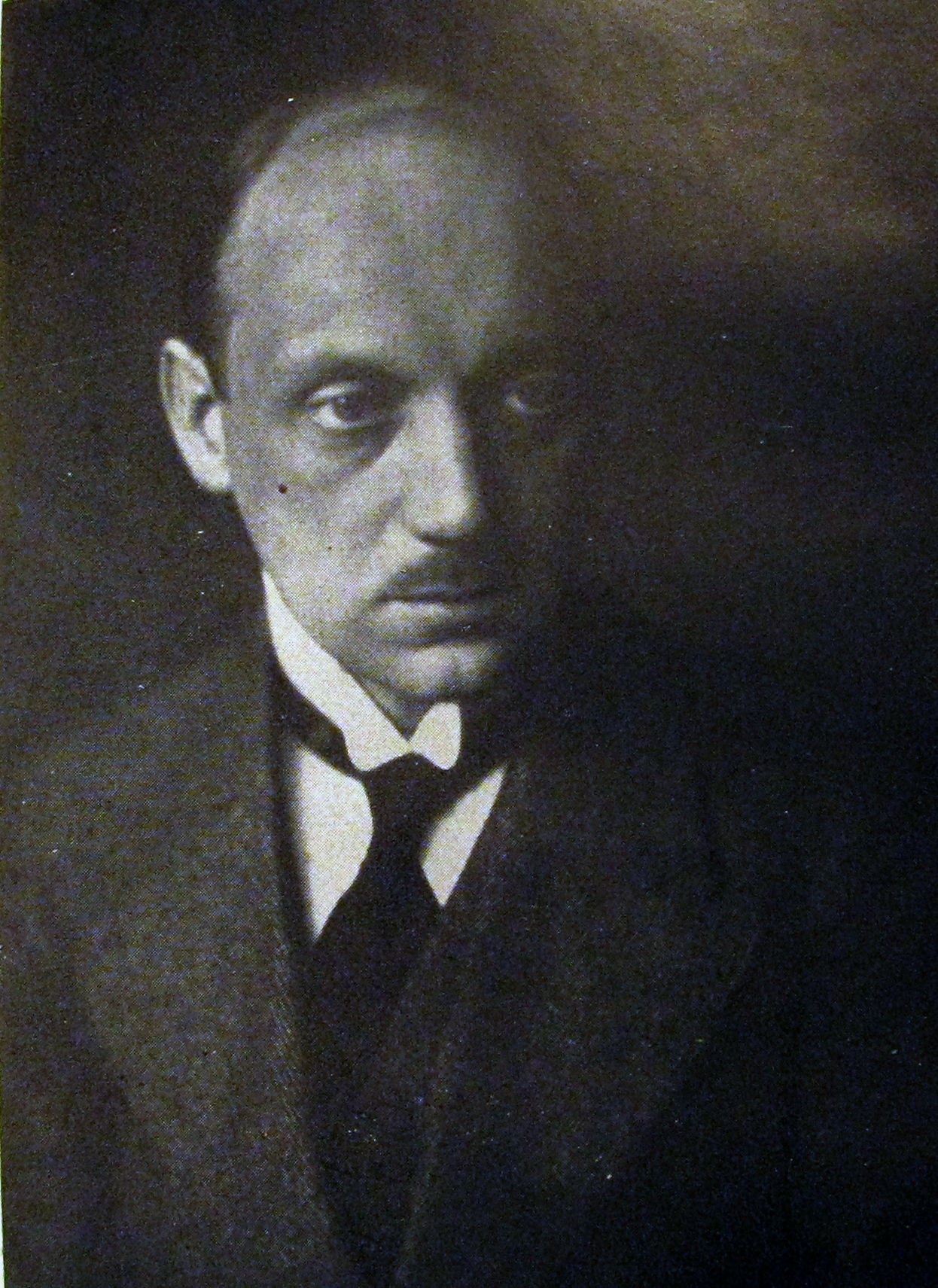
Georg Kaiser

- 29. Januar: Georg Kaisers expressionistisches Bühnenspiel Die Bürger von Calais wird am Neuen Theater in Frankfurt am Main unter der Regie von Arthur Hellmer uraufgeführt. Das Theaterstück wird ein großer Publikumserfolg und bringt dem Autor den künstlerischen Durchbruch.
- 26. April: Hugo von Hofmannsthals Komödie Die Lästigen nach Molières Comédie-ballet Les Fâcheux wird in den Kammerspielen des Deutschen Theaters in Berlin unter der Regie von Max Reinhardt uraufgeführt. Das Stück ist mit Leopoldine Konstantin, Paul Hartmann, Fritz Delius, Friedrich Kühne, Josef Danegger, Max Pallenberg, Max Gülstorff und Johanna Terwin hochklassig besetzt. Bühnenbild und Kostüme stammen von Ernst Stern, die technische Leitung hat Rudolf Dworsky.
- 28. April: Das 1912 entstandene expressionistische Theaterstück Von morgens bis mitternachts von Georg Kaiser wird in München uraufgeführt.
- 18. Juni: Das Drama So ist es von Luigi Pirandello erlebt seine Uraufführung in Mailand. Es wird Pirandellos erster nachhaltiger Erfolg.
- 14. November: Die Komödie Fink und Fliederbusch von Arthur Schnitzler wird am Volkstheater in Wien uraufgeführt. Erzählt wird, wie ein Journalist damit Erfolg hat, dass er bei einer Zeitung und einer Wochenschrift Angriffe auf seine Texte im jeweils anderen Medium publiziert.
- 17. Dezember: Das Drama Die Schwestern und der Fremde von Bruno Frank wird unter der Regie von Otto Falckenberg in den Münchner Kammerspielen uraufgeführt.
- 23. Dezember: Das 1912 erschienene expressionistische Drama Der Bettler von Reinhard Sorge wird von Max Reinhardt in Berlin uraufgeführt.
- Das historische Drama Der König und die Tänzerin von Lion Feuchtwanger wird uraufgeführt. Das Stück geht auf Mālavikāgnimitra nāṭakaṃ, ein Frühwerk von Kalidasa, zurück.

### Periodika

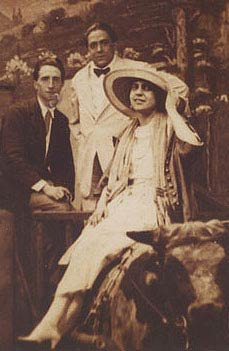
Marcel Duchamp, Francis Picabia und Beatrice Wood, 1917

- Januar: Die von dem französischen Künstler Francis Picabia herausgegebene Zeitschrift des Dadaismus und des beginnenden Surrealismus mit dem Namen 391 erscheint in Barcelona zum ersten Mal. Beiträge liefern unter anderem Louis Aragon, Robert Desnos, Marcel Duchamp, Paul Éluard, Max Jacob, Man Ray, Philippe Soupault und Tristan Tzara. Im selben Jahr erscheinen auch Ausgaben der Zeitschrift in New York.
- April/Mai: Das von Marcel Duchamp, Henri-Pierre Roché und Beatrice Wood herausgegebene konkurrierende Dadamagazin The Blind Man stellt aufgrund einer verlorenen Wette schon nach der zweiten Ausgabe sein Erscheinen ein. Autoren sind unter anderem Walter Arensberg, Mina Loy, Francis Picabia, Joseph Stella und Gabrielle Buffet-Picabia. Eine dritte Ausgabe erscheint unter dem Namen Rongwrong in New York.
- 31. Juli: In der Schweiz erscheinen erstmals die Neuen Republikanischen Blätter, eine konservative Wochenzeitschrift.
- 29. Dezember: Die letzte Ausgabe der deutschen Kulturzeitschrift März erscheint.

- Das russische satirische Wochenblatt Budilnik erscheint letztmals.

### Religion
- 27. Mai: Das lateinische Kirchenrecht wird im Codex Iuris Canonici erstmals kodifiziert.

### Literaturpreise
- 4. Juni: An der Columbia University wird erstmals der vom Journalisten und Zeitungsverleger Joseph Pulitzer gestiftete Pulitzer-Preis, eine der bedeutendsten Auszeichnungen für Journalismus und Literatur in den Vereinigten Staaten, in vier Kategorien verliehen.

- Nobelpreis für Literatur: Karl Gjellerup, Henrik Pontoppidan
- Prix Goncourt: La Flamme au poing von Henry Malherbe

### Sonstiges
- Frühjahr: In Estland wird die literarische Gruppierung Siuru gegründet.

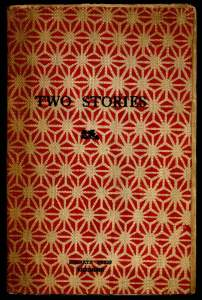
Einband der Erstausgabe von Two Stories

- Leonard und Virginia Woolf gründen in ihrem Wohnzimmer mit einer gebraucht erstandenen Tiegeldruckpresse den Verlag The Hogarth Press. Im Juli beginnt die erste Auslieferung von Two Stories, einer 34-seitigen Broschüre, die je eine Geschichte der Ehepartner enthält, The Mark on the Wall von Virginia und Three Jews von Leonard Woolf.

- Vom Rascher Verlag wird in Zürich die Schweizerische Bibliothek als Buchreihe mit deutschschweizerischer Literatur begründet.

## Geboren

### Erstes Quartal
- 01. Januar: Erwin Axer, polnischer Theaterregisseur und -intendant, Feuilletonist und Schriftsteller († 2012)
- 03. Januar: Alexander Spoerl, deutscher Schriftsteller († 1978)
- 05. Januar: Robert Antelme, französischer Schriftsteller († 1990)
- 05. Januar: Fred Wander, österreichischer Schriftsteller († 2006)
- 06. Januar: Maeve Brennan, irisch-amerikanische Journalistin und Schriftstellerin († 1993)
- 08. Januar: Gerardo Mello Mourão, brasilianischer Dichter, Essayist, Journalist, Übersetzer und Biograf († 2007)
- 13. Januar: Sergio Grieco, italienischer Filmregisseur und Drehbuchautor († 1982)
- 17. Januar: Matéo Maximoff, französischer Rom-Schriftsteller († 1999)
- 21. Januar: Jón úr Vör, isländischer Schriftsteller († 2000)
- 22. Januar: Rainer Brambach, Schweizer Schriftsteller († 1983)
- 30. Januar: Paul Frère, belgischer Automobilrennfahrer, Journalist und Autor († 2008)

- 10. Februar: Syria Poletti, italienisch-argentinische Schriftstellerin und Journalistin († 1991)
- 11. Februar: Sidney Sheldon, US-amerikanischer Schriftsteller und Drehbuchautor († 2007)
- 13. Februar: Guy Tirolien, französischer Dichter und Erzähler der Négritude († 1988)
- 19. Februar: Carson McCullers, US-amerikanische Schriftstellerin († 1967)
- 19. Februar: Margarete Neumann, deutsche Lyrikerin und Schriftstellerin († 2002)
- 22. Februar: Jane Bowles, US-amerikanische Schriftstellerin († 1973)
- 25. Februar: Anthony Burgess, britischer Schriftsteller († 1993)
- 25. Februar: Stanley Bennett Hough, britischer Schriftsteller († 1998)
- 27. Februar: María Dolores de Pablos, spanische Dichterin und Astrologin († 1981)
- 28. Februar: Max Jones, britischer Jazzautor und Journalist († 1993)

- 01. März: Robert Lowell, US-amerikanischer Dichter († 1977)
- 01. März: Fadwa Touqan, palästinensische Dichterin († 2003)
- 08. März: Leslie Fiedler, US-amerikanischer Literaturwissenschaftler und -kritiker († 2003)
- 09. März: Walter Hilsbecher, deutscher Schriftsteller († 2015)
- 09. März: Ian Watt, britischer Literaturkritiker und Literaturhistoriker († 1999)
- 11. März: Göran Schildt, finnlandschwedischer Autor († 2009)
- 14. März: Jack Davis, australischer Dramatiker und Dichter († 2000)
- 14. März: José Osvaldo de Meira Penna, brasilianischer Schriftsteller und Diplomat († 2017)
- 16. März: Gordian Troeller, luxemburgischer Dokumentarfilmemacher und Autor († 2003)
- 17. März: Carlo Cassola, italienischer Schriftsteller († 1987)
- 17. März: Charles L. Fontenay, US-amerikanischer Science-Fiction-Autor († 2007)
- 20. März: Gottfried Schädlich, deutscher Offizier und Schriftsteller († 2007)
- 22. März: Zuzanna Ginczanka, polnische Lyrikerin († 1944)
- 23. März: Hans Trümpy, Schweizer Philologe und Volkskundler († 1989)
- 30. März: Jack Trevor Story, britischer Schriftsteller († 1991)

### Zweites Quartal
- 02. April: Iris von Roten, Schweizer Juristin, Journalistin und Frauenrechtlerin († 1990)
- 05. April: Robert Bloch, US-amerikanischer Autor († 1994)
- 06. April: Leonora Carrington, britisch-mexikanische Malerin und Schriftstellerin († 2011)
- 08. April: Leo Sievers, deutscher Journalist und Schriftsteller († 2009)
- 09. April: Johannes Bobrowski, deutscher Lyriker, Erzähler, Nachdichter und Essayist († 1965)
- 09. April: Rolf Kauka, deutscher Comic-Künstler und Verleger (Vater von Fix und Foxi) († 2000)
- 12. April: Alexander Schalimow, sowjetischer Science-Fiction-Autor († 1991)
- 18. April: Shimao Toshio, japanischer Schriftsteller († 1986)
- 20. April: Maaliaaraq Vebæk, grönländische Schriftstellerin († 2012)
- 22. April: Leo Abse, walisischer Anwalt, Politiker, Aktivist für die Rechte von Homosexuellen und Autor († 2008)
- 25. April: Louis Mahrer, österreichischer Schriftsteller († 1977)
- 28. April: Robert Woodruff Anderson, US-amerikanischer Schriftsteller, Dramatiker und Drehbuchautor († 2009)

- 08. Mai: Miguel Bernad, philippinischer Geistlicher und Journalist († 2009)
- 09. Mai: Fay Kanin, US-amerikanische Drehbuchautorin und Filmproduzentin († 2013)
- 10. Mai: Kurt Brand, deutscher Science-Fiction-Schriftsteller († 1991)
- 16. Mai: Juan Rulfo, mexikanischer Schriftsteller († 1986)
- 26. Mai: Isabella Nadolny, deutsche Schriftstellerin († 2004)

- 02. Juni: Heinz Sielmann, deutscher Tierfilmer und Autor († 2006)
- 07. Juni: Gwendolyn Brooks, US-amerikanische Schriftstellerin († 2000)
- 09. Juni: Eric Hobsbawm, britischer Universalgelehrter († 2012)
- 13. Juni: Rodolfo Celletti, italienischer Musikkritiker und Schriftsteller († 2004)
- 13. Juni: Augusto Roa Bastos, paraguayischer Romanautor († 2005)
- 14. Juni: Lise Nørgaard, dänische Journalistin, Schriftstellerin und Drehbuchautorin († 2023)
- 14. Juni: Gilbert Prouteau, französischer Schriftsteller († 2012)
- 17. Juni: Lorenz Mack, österreichischer Schriftsteller und Publizist († 1991)
- 20. Juni: Felice Filippini, Schweizer Schriftsteller, Übersetzer, Buchillustrator und Maler († 1988)
- 20. Juni: Gerhard Meier, Schweizer Schriftsteller († 2008)
- 24. Juni: Juri Elperin, russisch-deutscher Übersetzer, Schriftsteller und Essayist († 2015)
- 28. Juni: A. E. Hotchner, US-amerikanischer Schriftsteller († 2020)

### Drittes Quartal
- 10. Juli: Kurt L. Levy, (deutsch-)kanadischer Hispanist und Literaturwissenschaftler († 2000)
- 10. Juli: Leo Lipski, polnischer Schriftsteller († 1997)
- 14. Juli: Arthur Laurents, US-amerikanischer Schriftsteller († 2011)
- 14. Juli: Fritz Seibert, deutscher Journalist und Buchautor († ≈2005)
- 15. Juli: Robert Conquest, britischer Historiker und Schriftsteller († 2015)
- 16. Juli: Jytte Borberg, dänische Schriftstellerin († 2007)
- 17. Juli: Margarete Mitscherlich, dänisch-deutsche Psychoanalytikerin, Medizinerin und Autorin († 2012)
- 28. Juli: Gloria Fuertes, spanische Dichterin (auch für Kinder), Dramatikerin und Schriftstellerin († 1998)

- 06. August: Barbara Cooney, US-amerikanische Kinderbuchautorin und -illustratorin († 2000)
- 11. August: Inge Aicher-Scholl, deutsche Kulturschaffende und Schriftstellerin; Schwester der Geschwister Scholl († 1998)
- 12. August: Ebba Haslund, norwegische Schriftstellerin († 2009)
- 13. August: Kurt Wendlandt, deutscher Autor und Buchillustrator († 1998)
- 14. August: Georges Haldas, französischsprachiger Schweizer Dichter und Schriftsteller († 2010)
- 19. August: Robert E. Lane, US-amerikanischer Politikwissenschaftler und Autor († 2017)
- 22. August: Per Anders Fogelström, schwedischer Schriftsteller († 1998)
- 23. August: Itō Keiichi, japanischer Schriftsteller († 2016)
- 24. August: Charles Causley, britischer Dichter und Kinder- und Jugendbuchautor († 2003)
- 24. August: Ruth Park, australische Schriftstellerin († 2010)
- 26. August: Walther Killy, deutscher Literaturwissenschaftler († 1995)

- 01. September: Heddy Pross-Weerth, deutsche Übersetzerin, Literaturkritikerin und Essayistin († 2004)
- 07. September: Jenny Aloni, deutsch-israelische Schriftstellerin († 1993)
- 10. September: Miguel Serrano, chilenischer Politiker und Schriftsteller († 2009)
- 12. September: Han Suyin, chinesische Ärztin und englischsprachige Schriftstellerin († 2012)
- 21. September: Ernst Vasovec, österreichischer Schriftsteller († 1993)
- 27. September: Louis Auchincloss, US-amerikanischer Schriftsteller († 2010)

### Viertes Quartal
- 04. Oktober: Violeta Parra, chilenische Folklore-Musikerin und Songwriterin († 1967)
- 04. Oktober: María Teresa Sesé, spanische Schriftstellerin, meist von Liebesromanen
- 05. Oktober: Magda Szabó, ungarische Schriftstellerin († 2007)
- 12. Oktober: Walter Klein, österreichisch-deutscher Schriftsteller († 1987)
- 13. Oktober: Hugo Lindo, salvadorianischer Schriftsteller, Diplomat und Politiker († 1985)
- 17. Oktober: Sumner Locke Elliott, australisch-US-amerikanischer Schriftsteller und Dramatiker († 1991)
- 19. Oktober: Kalcidon Agius, maltesischer Schriftsteller, Dramatiker und Politiker († 2006)
- 20. Oktober: Stéphane Hessel, französischer Widerstandskämpfer, Diplomat und Autor († 2013)
- 21. Oktober: Lindanor Celina, brasilianische Schriftstellerin († 2003)
- 21. Oktober: Hans-Peter Weissfeld, deutscher Autor von Trivialliteratur

- 11. November: Jiří Žák, tschechischer Journalist und Schriftsteller († 1986)
- 15. November: André Deutsch, britischer Verleger († 2000)
- 15. November: John Whiting, britischer Dramatiker († 1963)
- 22. November: Jon Cleary, australischer Schriftsteller († 2010)
- 23. November: John Newland, US-amerikanischer Filmregisseur, Schauspieler und Drehbuchautor († 2000)
- 24. November: Novelle Hamilton Richards, antiguanischer Schriftsteller und Politiker († 1986)
- 25. November: Francis Lemarque, französischer Liedermacher („auteur-compositeur-interprète“) und Dichter († 2002)
- 14. Dezember: Tove Ditlevsen, dänische Schriftstellerin († 1976)

- 16. Dezember: Arthur C. Clarke, britischer Science-Fiction-Schriftsteller († 2008)
- 21. Dezember: Diana Athill, britische Autorin und Literaturkritikerin († 2019)
- 21. Dezember: Heinrich Böll, deutscher Schriftsteller und Literatur-Nobelpreisträger († 1985)
- 22. Dezember: Marthe Gosteli, Schweizer Publizistin und Frauenrechtlerin († 2017)
- 28. Dezember: Mouloud Mammeri, algerisch-kabylischer Schriftsteller, Anthropologe und Sprachwissenschaftler († 1989)

## Gestorben
- 10. Januar: Martha Fontane, Tochter Theodor Fontanes und Vorbild mehrerer seiner Romanfiguren (* 1860)
- 20. Januar: Wilhelm Münz, deutscher Rabbiner und Autor (* 1856)
- 21. Januar: Francesc Badenes i Dalmau, valencianischer Dichter und Schriftsteller (* 1858 oder 1859)
- 21. Januar: Jakob Knudsen, dänischer Schriftsteller (* 1858)
- 02. Februar: Sophie Beier, deutsche Schriftstellerin (* 1870)
- 11. Februar: Charlotte Lady Blennerhassett, deutsche Schriftstellerin und Historikerin (* 1843)

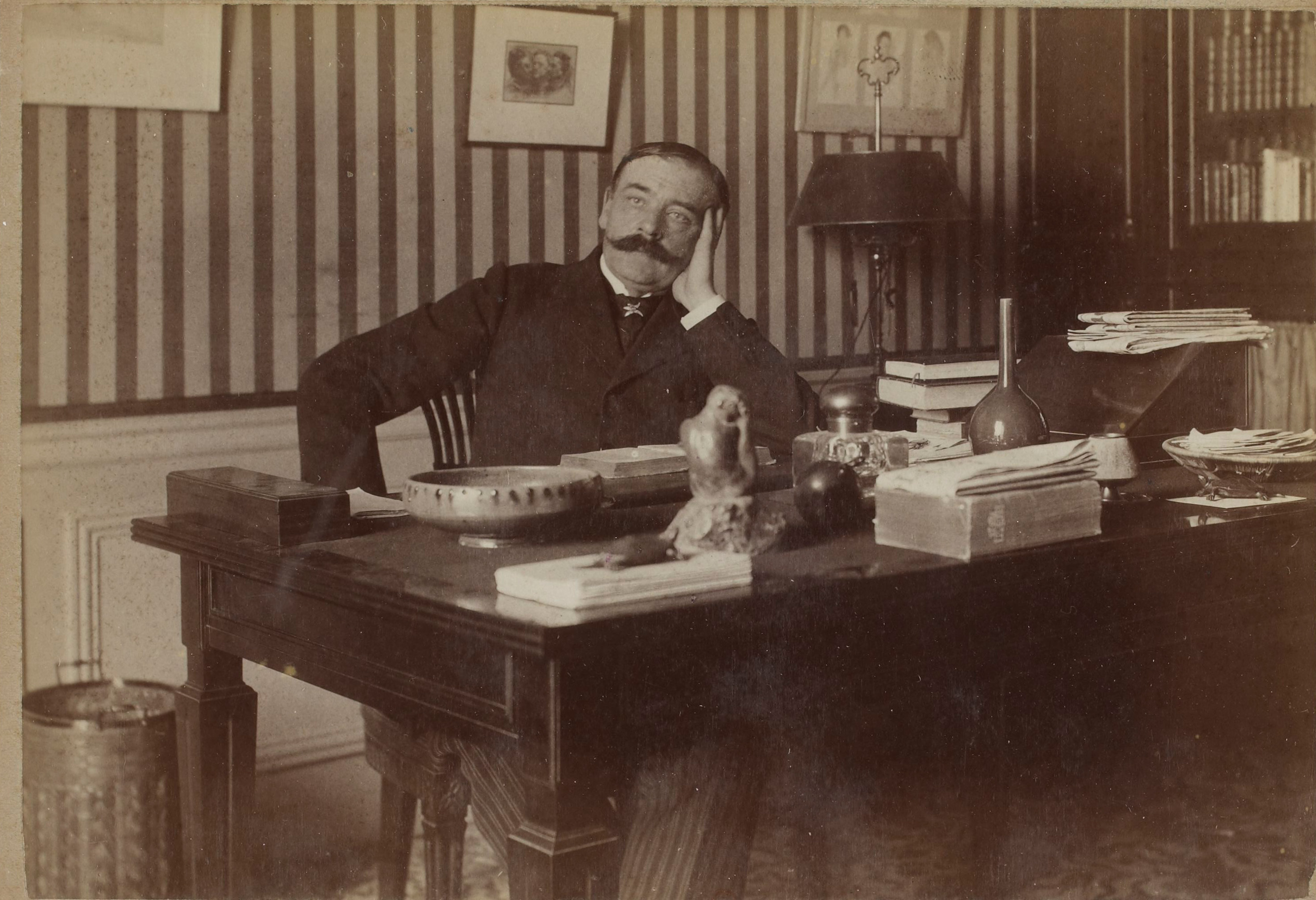
Octave Mirbeau

- 16. Februar: Octave Mirbeau, französischer Schriftsteller (* 1848)

- 03. März: Hermine Villinger, deutsche Schriftstellerin (* 1849)
- 14. März: Antonio Vanegas Arroyo, mexikanischer Verleger (* 1852)
- 15. März: Kristofer Randers, norwegischer Schriftsteller (* 1851)
- 29. März: Otto Müller, deutscher Verleger und Botaniker (* 1837)

- 01. April: Johanna Niemann, deutsche Lehrerin und Schriftstellerin (* 1844)
- 09. April: Edward Thomas, britischer Dichter, Schriftsteller, Literaturkritiker und Essayist (* 1878)
- 14. April: Ludwik Lejzer Zamenhof, Begründer des Esperanto (* 1859)
- 15. April: Gerhard Moerner, deutscher Autor und expressionistischer Lyriker (* 1894)
- 23. April: Karl Altrichter, deutscher Schriftsteller (* 1844)

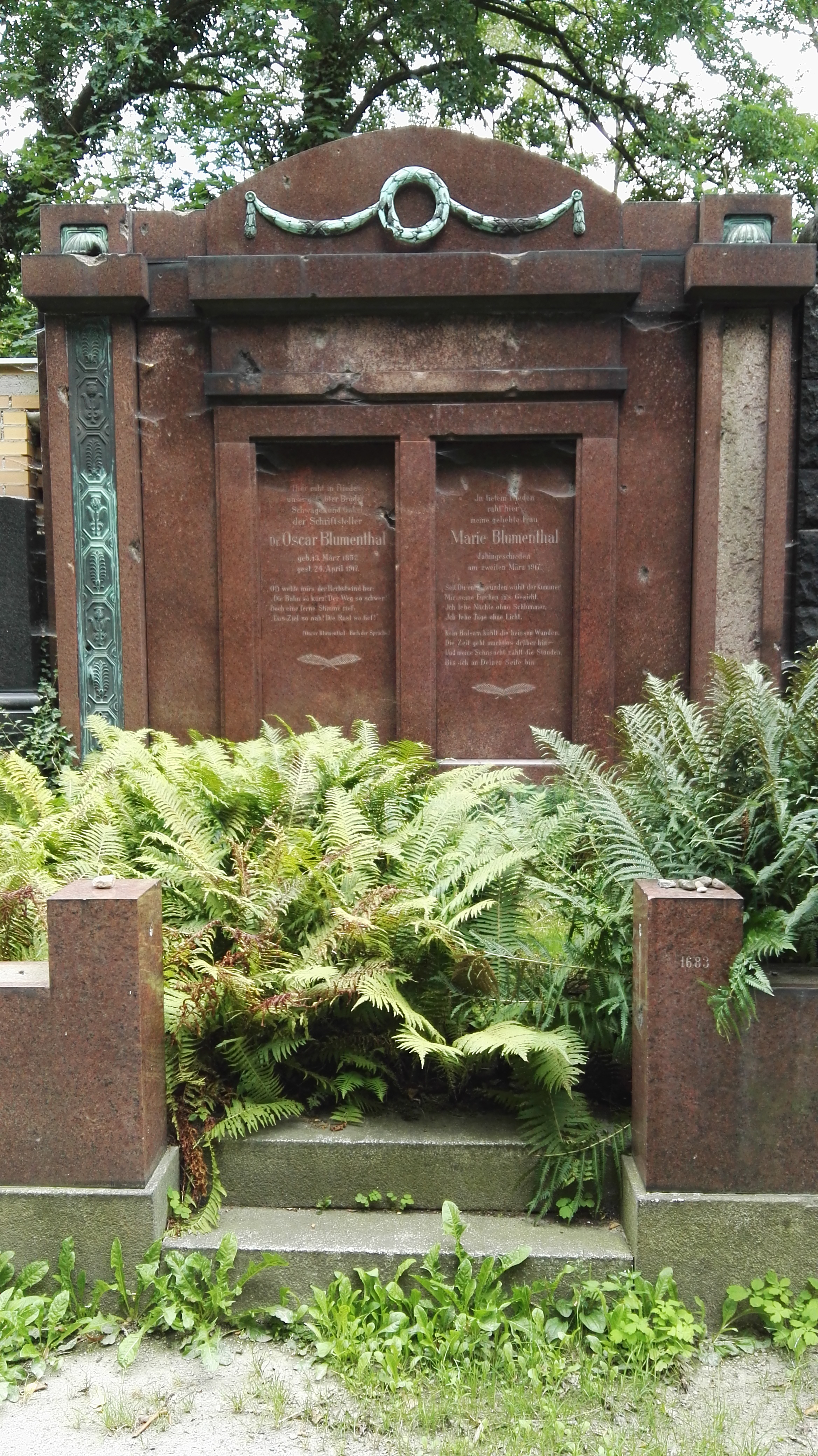
Grabstätte Oscar Blumenthals auf dem Jüdischen Friedhof Berlin-Weißensee (2016)

- 24. April: Oscar Blumenthal, deutscher Schriftsteller und Bühnenautor (* 1852)
- 26. April: Emil Barber, Oberlausitzer Naturforscher und Mundartdichter (* 1857)

- 02. Mai: Ilja Jefron, russischer Buchdrucker und Verleger (* 1847)
- 06. Mai: Ruth McEnery Stuart, US-amerikanische Schriftstellerin (* 1852, evtl. 1849)
- 09. Mai: Karel Tůma, tschechischer Journalist und Schriftsteller (* 1843)
- 16. Mai: Vladislav Petković Dis, serbischer Dichter (* 1880)
- 17. Juni: Ernst Stöhr, österreichischer Maler, Dichter und Musiker (* 1860)
- 31. Juli: Hedd Wyn, walisischsprachiger britischer Dichter (* 1887)

- 05. August: Ernst Steiger, deutsch-US-amerikanischer Buchhändler, Verleger und Publizist (* 1832)
- 20. September: Émile Boirac, französischer Esperantist und Übersetzer (* 1851)

- 01. Oktober: Ivan Aguéli, schwedischer Wandersufi, Maler und Autor (* 1869)
- 16. Oktober: Walter Flex, deutscher Dichter (* 1887)
- 27. Oktober: August Wilmanns, deutscher Altphilologe und Bibliothekar (* 1833)
- 31. Oktober: Margarete Lenk, deutsche Schriftstellerin (* 1841)

- 03. November: Léon Bloy, französischer Schriftsteller (* 1846)
- 15. November: Émile Durkheim, französischer Soziologe, Ethnologe und Autor (* 1858)
- 18. November: Adrien Bertrand, französischer Schriftsteller (* 1888)
- 08. Dezember: Mendele Moicher Sforim, russischer jiddisch-hebräischer Schriftsteller (* 1836)
- 26. Dezember: Friedrich Lange, deutscher Journalist und Politiker (* 1852)